# 铁血一千勇士
《铁血一千勇士》是一部哈萨克斯坦2012年上映的历史题材电影，以哈薩克-準噶爾戰爭為背景，于2012年在哈萨克斯坦首映，2014年3月13日在新加坡上映。

## 剧情
幼年的部族头领之子萨尔泰（Sartai）无忧无虑地生活在大草原上，突然有一天準噶爾汗國的軍隊入侵了他們的部落，萨尔泰的兄弟和父母都不幸被屠殺。在纳扎尔（Nazar）的保护下逃出来一部分幸存的部众，包括萨尔泰，泰马斯（Taimas）和可兰（Korlan）三个孩子。
七年之后，隐居于山林河谷的他们长大了。萨尔泰沉稳善战，泰马斯孔武有力，可兰也出落成一个如花似玉的姑娘。他们结成同盟发下誓言向准格尔人复仇，一起苦练武功，经常偷袭落单的敌人并数次得手。于是他们觉得敌人并不可怕，开始骄傲自大起来。因为纳扎尔老人不允许他们乱来，所以一直对老人隐瞒着。
在一次他们跟纳扎尔老人去友族的拉金贊（Rakhymzhan)的部落做客，萨尔泰战胜了摔跤高手从而赢得拉金贊之女紫兒（Zere）的好感。在看到拉西占屈从于准格尔领主左儂（Zhonon）的庇护并向其来使卑躬示好后，两个不知天高地厚的年轻人萨尔泰和泰马斯用言语嘲讽，双方不欢而散。
在某次偷袭準噶爾人营地并大获全胜凯旋时，三人遇到了逃难的萨比特（Sabit）和他的几个族人，后者加入了他们的部落。萨比特精明强干是一个很好的勇士。力量壮大后他们又去做了一次更大的偷袭，在得胜返回时由于绕路，在峡谷中遇到包围。好在对方头领也是哈萨克反抗力量之一，他十分赞赏和钦佩几个年轻人的武勇，招募他们加入。但泰马斯坚持要独立行动，萨尔泰也表示赞同。这一次在他们返回后终于被纳扎尔老人发现他们的战利品，并得知其行动。他接受了孩子们都长大成人想做一番事业的现实。
泰马斯看出萨尔泰忘不了紫儿，他怂恿泰马斯去求亲。他们又一次来到拉金贊的村落。拉金贊设宴款待，但乐师在奏唱时的歌词多有嘲讽之意，隐喻他们是小公鸡想挑战狮子。这又一次激怒了血脉喷张的年轻人们，他们挖苦拉金贊和他的部落甘于做準噶爾的的傀儡從屬，并再次不欢而散。就在他们要走的时候拉金贊的一个门客伊利亚斯（Ilyas）追了出来替其辩解，说他是一个很仁慈的头人，收留流落的人和孤儿。伊利亚斯介绍说自己不是本地人，是在这里教书的。萨尔泰他们看到有一个难得的文化人，就说服伊利亚斯来他们部落教书。伊利亚斯在之后发挥了很重要的作用，是他们的军师和谋士。
随着準噶爾人的步步进犯，松散的哈萨克族首领们终于聚集起来商议对策。虽然有一些投降派意见，但在年轻的可汗影响下各首领最终达成一致共抗準噶爾汗國。
萨尔泰的队伍利用奴隶做内应，终于擊潰了準噶爾人的一个小型馬队，并杀死了準噶爾领主左儂的儿子阿育爾（Ayur），此时萨尔泰已经声名远播。但泰马斯却嫉妒萨尔泰的威望和领袖力，开始搞内讧。
左儂誓言除掉萨尔泰替子报仇，但萨尔泰们反而计划端掉他一个堡垒。由於伊利亚斯通曉蒙語，他自告奮勇扮成一个准格尔信使，潜入堡垒并成功地引爆了军火库，整个堡垒变为一片焦土。回到村落后众人受到赞誉只有泰马斯被纳扎尔老人责骂，引发他更大不满。在独坐山头生闷气时，有几个慕名而来的散兵游勇想投奔萨尔泰的部队。泰马斯听说所有人都只听萨尔泰名满天下却不知有他时，更加怀恨在心，在引诱萨尔泰外出时暗中射杀了他。但事情并没有按他设想的那样发展，他想填补萨尔泰的位置领导大家却人心不服。
萨尔泰命大没死並被拉金贊救活。拉金贊告诫他不要再整天像个马贼般打游擊，希望他有朝一日加入正規軍。在养伤期间和紫儿的感情得以升华，紫儿决心非君不嫁。纳扎尔老人带领部族寻找萨尔泰，终于在拉金贊部落里找到，看到萨尔泰还活着大家都喜出望外激动不已，唯有泰马斯无颜面对朋友而独自出走。纳扎尔命可兰、萨比特和另外一人协助保护拉西占迁移牧场后率众返回。
左儂本来只求除掉萨尔泰报仇，并没有要对藩属的拉金贊下手。但可能是大战在前不顾及，或者酒精刺激，在酒席上突然要求部下杀害拉金贊。
可兰三人完成任务回返途中，紫儿策马追了上来要求同行，被拒后仍坚持，大家只好带上她。可兰和紫儿有一段对话，都是围绕萨尔泰，一个表露心迹，一个掩饰感情，在这里能看出其实可兰也是爱着萨尔泰的，从她之前坚持认为萨尔泰没死要去寻找就能看出来。二女这段对话也是这部铁血战争片唯一的温情片段。后来拉金贊带人领回了紫儿，却不幸被準噶爾軍所杀，可兰三人竭力挽救但敌我悬殊，最后三个勇士为掩护紫儿逃命都献出了自己的生命。
泰马斯的恶行终于被众人发现，并把他绑了起来等待发落。紫儿骑着可兰让给她的宝马回到了纳扎尔的村落，并带来这个不幸的消息，大家都非常难过。萨尔泰告知塔马斯可兰已死的消息，并原谅了他。深爱着可兰的泰马斯发誓要给她报仇，并掩埋了她的尸体。
拉金贊長子、紫兒之兄繼承部落頭人之位後旋即要去参加大决战，临行前来看望妹妹，并允许了她和萨尔泰的婚事。是夜，萨尔泰和紫儿终于结合在一起。
决战当天，萨尔泰带领自己队伍十几人、拉金贊部落十几人，和其他各种零散队伍一共一百人誓师。萨尔泰发表了一段振奋人心的讲话，说我们不是一百人，我们是一千勇士，因为我们勇敢的心。如果不能在地上再见，我们会在天堂相会。片名一千勇士便由此而来。最终包括萨尔泰和泰马斯在内的所有人战死沙场，但他们偷袭敌方大营造成很大的骚扰，并推倒了準噶爾大旗。受到鼓舞的正面战场上的哈萨克军在年轻可汗率领下一鼓作气拿下了胜利。
全片结尾，纳扎尔部落在搭建新的更大的营地，紫儿怀着萨尔泰的孩子，和平生活终于来临。